# Championnats ibéro-américains d'athlétisme 2002
Navigation
Édition précédente Édition suivante
La 10e édition des championnats ibéro-américains d'athlétisme s'est déroulée les 11 et 12 mai 2002 à Guatemala, au sein du Estadio Cementos Progreso.

## Résultats

### Hommes
| Épreuves                | Or                                                                                                | Argent                                                                        | Bronze                                                                                       |
| ----------------------- | ------------------------------------------------------------------------------------------------- | ----------------------------------------------------------------------------- | -------------------------------------------------------------------------------------------- |
| 100 m (vent : +3,0 m/s) | Heber Viera 10 s 08                                                                               | Vicente de Lima 10 s 08                                                       | Édson Ribeiro 10 s 22                                                                        |
| 200 m                   | André Domingos 20 s 22                                                                            | Heber Viera 20 s 46 NR                                                        | John Jairo Córdoba 20 s 99                                                                   |
| 400 m                   | Carlos Santa 45 s 69                                                                              | Jonathan Palma 46 s 09                                                        | Ricardo Roach 46 s 37                                                                        |
| 800 m                   | Hudson de Souza 1 min 46 s 74                                                                     | Osmar dos Santos 1 min 46 s 81                                                | Ricardo Etheridge 1 min 47 s 08                                                              |
| 1 500 m                 | Hudson de Souza 3 min 45 s 46                                                                     | Manuel Damião 3 min 47 s 09                                                   | Javier Carriqueo 3 min 48 s 73                                                               |
| 3 000 m                 | Pablo Villalobos 8 min 10 s 28 CR                                                                 | Alejandro Suárez 8 min 10 s 62                                                | José David Galván 8 min 12 s 18                                                              |
| 5 000 m                 | Alejandro Suárez 14 min 16 s 22                                                                   | Teodoro Vega 14 min 17 s 18                                                   | Mauricio Díaz 14 min 19 s 92                                                                 |
| 110 m haies             | Paulo Villar 13 s 57                                                                              | Mateus Inocêncio 13 s 58                                                      | Anselmo da Silva 13 s 66                                                                     |
| 400 m haies             | Sergio Hierrezuelo 50 s 60                                                                        | Eronilde de Araújo 50 s 78                                                    | Cleverson da Silva 50 s 88                                                                   |
| 3 000 m steeple         | Salvador Miranda 8 min 47 s 79                                                                    | José María González 8 min 50 s 72                                             | Francisco Munuera 8 min 59 s 95                                                              |
| 4 × 100 m               | Brésil Vicente de Lima Édson Ribeiro André Domingos Fabio Gonçalves Silva 38 s 58                 | Porto Rico Carlos Santos Jesús Carrión Osvaldo Nieves Rogelio Pizarro 39 s 47 | Venezuela Juan Morillo Ellis Ollarves José Carabalí Nilson Palacios 40 s 15                  |
| 4 × 400 m               | Brésil Luis Enrique Serra da Silveira Luiz Antonio Eloi Diego Venancio Flavio Godoy 3 min 05 s 71 | Venezuela José Carabalí Danny Núñez Luis Luna Jonathan Palma 3 min 08 s 87    | Porto Rico Jorge Richardson Ricardo Etheridge Alexander Greaux Rogelio Pizarro 3 min 12 s 64 |
| 20 000 m marche         | Jefferson Pérez 1 h 23 min 51 s                                                                   | Julio René Martínez 1 h 24 min 31 s                                           | Luis García 1 h 25 min 27 s                                                                  |
| Saut en hauteur †       | Gilmar Mayo 2,26 m                                                                                | Jessé de Lima 2,23 m                                                          | Javier Bermejo 2,23 m                                                                        |
| Saut à la perche ‡      | Javier Benítez 5,25 m                                                                             | Nuno Fernandes 5,20 m                                                         | José Francisco Nava 5,20 m                                                                   |
| Saut en longueur        | Ibrahim Camejo 7,83 m                                                                             | José Miguel Martínez 7,75 m                                                   | Thiago Dias 7,73 m                                                                           |
| Triple saut             | Jadel Gregório 16,90 m                                                                            | Aliecer Urrutia 16,26 m                                                       | Felipe Apablaza 15,86 m                                                                      |
| Lancer de poids         | Marco Antonio Verni 19,79 m                                                                       | Yojer Medina 19,27 m                                                          | Jhonny Rodríguez 18,87 m                                                                     |
| Lancer de disque        | Marcelo Pugliese 59,00 m                                                                          | Paulo Bernardo 58,22 m                                                        | Gustavo de Mendonça 52,20 m                                                                  |
| Lancer de marteau       | Moisés Campeny 70,30 m                                                                            | Yosmel Montes 69,38 m                                                         | Adrián Marzo 66,71 m                                                                         |
| Lancer de javelot       | Isbel Luaces 81,64 m CR                                                                           | Luiz Fernando da Silva 74,66 m                                                | Ronald Noguera 72,23 m                                                                       |
| Décathlon               | Yosbel Gómez 7 449 pts                                                                            | Édson Bindilatti 7 280 pts                                                    | Ivan da Silva 7 172 pts                                                                      |

- † Note : les résultats du saut en hauteur masculin publiés par GBR Athletics différent des résultats officiels. Javier Bermejo (ESP) et Jessé de Lima (BRA) sont médaille d'argent ex æquo, mais Bermejo termine 3e au nombre de sauts[1],[2].
- ‡ Note: les résultats du saut à la perche masculin publiés par GBR Athletics diffèrent des résultats officiels. José Francisco Nava (CHI) et Edgar León (MEX) sont médaille d'argent ex æquo mais ces athlètes étaient troisièmes et quatrièmes au nombre de sauts[1],[2]

### Femmes
| Event                 | Or                                                                                          | Argent                                                                               | Bronze                                                                           |              |
| --------------------- | ------------------------------------------------------------------------------------------- | ------------------------------------------------------------------------------------ | -------------------------------------------------------------------------------- | ------------ |
| 100 m (Vent: 2,3 m/s) | Roxana Díaz 11 s 32                                                                         | Thatiana Ignácio 11 s 49                                                             | Severina Cravid 11 s 53                                                          |              |
| 200 m (Vent: 2,7 m/s) | Felipa Palacios 22 s 76                                                                     | Roxana Díaz 23 s 00                                                                  | Norma González 23 s 47                                                           |              |
| 400 m                 | Maria Laura Almirão 52 s 14                                                                 | Lucimar Teodoro 52 s 55                                                              | Ana Peña 52 s 74                                                                 |              |
| 800 m                 | Christiane dos Santos 2 min 06 s 30                                                         | Sandra Moya 2 min 06 s 71                                                            | Niusha Mancilla 2 min 08 s 53                                                    |              |
| 1 500 m               | Adoración García 4 min 22 s 37                                                              | Niusha Mancilla 4 min 25 s 25                                                        | Valeria Rodríguez 4 min 27 s 41                                                  |              |
| 3 000 m               | Nora Rocha 9 min 28 s 12                                                                    | Margarita Tapia 9 min 29 s 61                                                        | Bertha Sánchez 9 min 34 s 99                                                     |              |
| 5 000 m               | Adriana Fernández 16 min 25 s 25                                                            | América Mateos 16 min 26 s 81                                                        | Lucélia Peres 16 min 45 s 25                                                     |              |
| 100 m haies           | Maíla Machado 13 s 15                                                                       | Gilvaneide de Oliveira 13 s 46                                                       | Princesa Oliveros 13 s 53                                                        |              |
| 400 m haies           | Isabel Silva 56 s 99                                                                        | Princesa Oliveros 57 s 37                                                            | Yvonne Harrison 58 s 22                                                          |              |
| 3 000 m steeple       | Michelle Costa 10 min 36 s 47 CR                                                            | Érika Olivera 10 min 48 s 75                                                         | Mónica Amboya 11 min 02 s 68                                                     |              |
| 4 × 100 m             | Brésil Thatiana Ignácio Rosemar Coelho Neto Lucimar de Moura Kátia de Jesus Santos 44 s 28  | Colombie Melissa Murillo Mirtha Brock Felipa Palacios Norma González 44 s 44         | Non décernée                                                                     | Non décernée |
| 4 × 400 m             | Brésil Lucimar Teodoro Geisa Coutinho Claudete Alves Pina Maria Laura Almirao 3 min 33 s 13 | Colombie Felipa Palacios Mirtha Brock Princesa Oliveros Norma González 3 min 33 s 35 | Porto Rico Beatriz Cruz Militza Castro Sandra Moya Yvonne Harrison 3 min 34 s 26 |              |
| 20 000 m marche       | Aura Morales 1 h 36 min 58 s CR                                                             | Geovana Irusta 1 h 37 min 32 s                                                       | Francisca Martínez 1 h 38 min 28 s                                               |              |
| Saut en hauteur       | Juana Arrendel 1,87 m                                                                       | Luciane Dambacher 1,84 m                                                             | Thais de Andrade 1,81 m                                                          |              |
| Saut à la perche †    | Alejandra García 4,25 m                                                                     | Karla da Silva 4,00 m                                                                | Alina Alló 3,90 m                                                                |              |
| Saut en longueur      | Maurren Maggi 6,97 m CR                                                                     | Yesenia Rivera 6,33 m                                                                | Yudelkis Fernández 6,10 m                                                        |              |
| Triple saut           | Mabel Gay 14,18 m                                                                           | Jennifer Arveláez 13,65 m                                                            | Luciana dos Santos 13,53 m                                                       |              |
| Lancer du poids       | Yumileidi Cumbá 18,87 m                                                                     | Martina de la Puente 17,20 m                                                         | Elisângela Adriano 16,63 m                                                       |              |
| Lancer du disque      | Elisângela Adriano 58,20 m                                                                  | Yania Ferrales 57,63 m                                                               | Luz Dary Castro 53,91 m                                                          |              |
| Lancer du marteau     | Vânia Silva 65,02 m CR                                                                      | Aldenay Vasallo 63,75 m                                                              | Dolores Pedrares 61,83 m                                                         |              |
| Lancer du javelot     | Sabina Moya 62,62 m                                                                         | Xiomara Rivero 61,41 m                                                               | Marta Míguez 58,06 m                                                             |              |
| Heptathlon            | Yuleidis Limonta 5 593 pts                                                                  | Elizete da Silva 5 288 pts                                                           | Anabella von Kesselstatt 5 237 pts                                               |              |

- † Note: The results for the women's pole vault listed by GBR Athletics conflict with those of the official report. Puerto Rico's Michelle Vélez is listed as joint bronze medallist, but she finished fourth on countback[2],[3].